# 山蓼属
山蓼属（学名：Oxyria）是蓼科下的一个属，为多年生草本植物。该属共有2种，分布于亚洲、欧洲和美洲的高山区和极地。